# Oberea bimaculata
Oberea bimaculata là một loài bọ cánh cứng trong họ Cerambycidae.